# Гусев (Каменский район)
Гу́сев — хутор в Каменском районе Ростовской области.
Административный центр Гусевского сельского поселения.

## История
В Области Войска Донского хутор входил в юрт станицы Калитвенской Донецкого округа. В нём находилась Вознесенская церковь.
На хуторе Гусев началась революционная деятельность Михаила Васильевича Кривошлыкова.

## Население
| 2010 |
| ---- |
| 568  |

## Улицы
| - ул. Городская, - ул. Заречная, - ул. Зелёная, - ул. Каревская, - ул. Мира, | - ул. Молодёжная, - ул. Николаевская, - ул. Российская, - ул. Сосновая, - ул. Степная, | - ул. Тёплые воды, - ул. Тихая, - ул. Центральная, - ул. Школьная. |

## Известные уроженцы
- Хоперсков, Григорий Константинович (род. 1946) —  советский и российский военный деятель, генерал-лейтенант, Герой Российской Федерации.